# Milton (Massachusetts)
Milton és una població dels Estats Units a l'estat de Massachusetts. Segons el cens del 2007 tenia 25.691 habitants.

## Demografia
Segons el cens del 2000, Milton tenia 26.062 habitants, 8.982 habitatges, i 6.754 famílies. La densitat de població era de 771,7 habitants/km².
Dels 8.982 habitatges en un 37,5% hi vivien nens de menys de 18 anys, en un 60,1% hi vivien parelles casades, en un 11,9% dones solteres, i en un 24,8% no eren unitats familiars. En el 21,2% dels habitatges hi vivien persones soles el 12,7% de les quals corresponia a persones de 65 anys o més que vivien soles. El nombre mitjà de persones vivint en cada habitatge era de 2,79 i el nombre mitjà de persones que vivien en cada família era de 3,27.
Per edats la població es repartia de la següent manera: un 25,8% tenia menys de 18 anys, un 8% entre 18 i 24, un 25,9% entre 25 i 44, un 24,1% de 45 a 60 i un 16,2% 65 anys o més.
L'edat mediana era de 39 anys. Per cada 100 dones de 18 o més anys hi havia 84,2 homes.
La renda mediana per habitatge era de 78.985 $ i la renda mediana per família de 94.359$. Els homes tenien una renda mediana de 61.194 $ mentre que les dones 40.875$. La renda per capita de la població era de 37.138$. Entorn de l'1,6% de les famílies i el 2,8% de la població estaven per davall del llindar de pobresa.

## Fills il·lustres
- George H.W. Bush (1924 - 2018) polític, 41è President dels EUA.[4]